# Coronantheroideae
Coronantheroideae es una subfamilia perteneciente a la familia Gesneriaceae.

## Tribus
Tiene los siguientes géneros:
- Asteranthera - Coronanthera - Depanthus - Fieldia - Lenbrassia - Leptoboea - Mitraria - Negria - Rhabdothamnus - Sarmienta